# Pontenure
Pontenure (emilián nyelven Pontnür) település Olaszországban, Emilia-Romagna régióban, Piacenza megyében. Lakosainak száma 6523 fő (2023. január 1.). Pontenure Cadeo, Caorso, Carpaneto Piacentino, Cortemaggiore, Podenzano, San Giorgio Piacentino és Piacenza községekkel határos.

## Népesség
A település lakossága az elmúlt években az alábbi módon változott:
| Lakosok száma | 6540 | 6499 | 6523 |
|               | 2017 | 2018 | 2023 |